# Blackdance
Blackdance — третий студийный альбом немецкого композитора и музыканта Клауса Шульце, вышедший в 1974 году.

## Об альбоме
Работа исполнена на синтезаторах и с использованием голоса (впервые у Шульце). Шульце использовал вокал Ernst Walter Siemon, оперного певца, которого услышал в Берлинской студии, когда в составе Tangerine Dream записывал Electronic Meditation (1970). Шульце попросил Siemon спеть что-нибудь для него. Эта сессия была записана на плёнку, которая потом использовалась в Blackdance.
Сюрреалистическая обложка вполне соответствует настроению альбома.

## Список композиций

### Оригинальное издание
1. «Ways Of Changes» — 17:13
2. «Some Velvet Phasing» — 8:23
3. «Voices Of Syn» — 22:40

### Переиздание 2007 года
1. «Ways Of Changes» — 17:13
2. «Some Velvet Phasing» — 8:23
3. «Voices Of Syn» — 22:40
4. «Foreplay» — 10:33 (бонус-трек)
5. «Synthies Have (no) Balls?» — 14:41 (бонус-трек)